# Стефано Фьорентино
Стефано Фьорентино (итал. Stefano Fiorentino; 1301, Флоренция — 1350, Флоренция) — живописец итальянского проторенессанса, ученик Джотто, упоминаемый во многих литературных источниках, однако ни одно из его произведений не сохранилось.
Имя Стефано из Флоренции упоминается в документе из Пистойи, датированном 1347 годом, где он указан как автор несохранившегося запрестольного образа главного алтаря церкви Сан-Джованни-Фуорчивитас (San Giovanni Fuorcivitas di Pistoia). Художник упоминается в одной из «Новелл» Франко Саккетти (между 1388 и 1395 годами).
Лоренцо Гиберти в «Комментариях» упоминает его как первого ученика Джотто и приписывает ему некоторые фрески во Флоренции (три сюжета в монастыре базилики Санто-Спирито, портрет святого Фомы Аквинского и другие картины в церкви Санта-Мария-Новелла и неоконченная «Глория» в Ассизи).
Знаменитый историограф Джорджо Вазари посвятил Стефано главу своих жизнеописаний, в которой считает его лучшим учеником Джотто, тем, кто превзошёл своего учителя в рисунке и цвете: «Стефано, флорентинский живописец и ученик Джотто, был в такой степени превосходным, что не только превзошёл всех, до него для искусства потрудившихся, но и самого учителя опередил настолько, что почитаем был, и по заслугам, лучшим из всех живописцев, дотоле существовавших, о чём явственно свидетельствуют и творения его. Он написал фреской Богоматерь на Кампо Санто в Пизе, которая по колориту и рисунку кое в чём лучше творений Джотто, а во Флоренции — во дворе монастыря Санто Спирито — три небольшие люнеты под арками также фреской, на первой из коих, там, где Преображение Христово с Моисеем и Илией, он представил, вообразив себе, каким должно было быть ослепившее их сияние, трёх учеников в необыкновенных и прекрасных положениях и закутанными в одежды таким образом, что видно, как он изображает складки по-новому, пытаясь найти под ними обнажённое тело, чего до тех пор не делалось и на что, как я уже говорил, не обращал внимания и сам Джотто… Для Ареццо Стефано рисовал настолько мило и так сплочённо, что кажется почти невероятным, чтобы это было сделано в те времена».
Согласно Вазари и Филиппо Бальдинуччи Стефано Фьорентино являлся внуком Джотто. Его сыном был живописец, известный под именем Джоттино.